# Покровский храм (Головино)
Церковь Покрова Пресвятой Богородицы — приходская церковь в селе Головино Ульяновской области, Барышской епархии Симбирской митрополии Русской православной церкви.
С 2017 года — памятник градостроительства и архитектуры РФ.

## История
Каменный храм построен в 1777 году помещиком Афанасием Ивановичем Зимнинским. Престолов три: главный (холодный) в честь Покрова Божьей Матери, в приделах: (теплый) в правом — во имя Святителя и Чудотворца Николая и в левом — во имя свв. Афанасия и Кирилла Александрийских. Сначала были построены храм и трапезная, а несколько позднее колокольня.
Храм закрыт в 1918 году.
В 2014 году храм возвращён верующим, начались богослужения.
Распоряжением Правительства Ульяновской области «О включении выявленных объектов культурного наследия в единый государственный реестр объектов культурного наследия (памятников истории и культуры) народов Российской Федерации и утверждении границ территорий объектов культурного наследия» № 343-пр от 17.07.2017 года церковь признана памятником градостроительства и архитектуры регионального значения.

## Духовенство
иеромонах Иосиф (Пашенцев) (2014),
Настоятель иерей Евсевий Петрович Понкращенко (на 2024).

## Престольные праздники
Покров Пресвятой Богородицы — 14 октября

## Описание
Храм крупное, целиком каменное строение, выполненное из красного кирпича и побелённое снаружи. Состоит оно из основного здания и пристроенного к нему помещения с колокольней, которая увенчана шестиконечным крестом. Над основным зданием также возвышается купол с таким же крестом.